# Col du Coin
Pour les articles homonymes, voir Coin.
Le col du Coin est un col de France situé dans les Alpes, en Savoie, entre le Beaufortain au nord et la vallée de la Tarentaise au sud. À 2 398 mètres d'altitude, il est dominé par le mont Coin. Il se trouve sur le sentier de grande randonnée de pays Tour du Beaufortain, entre le Cormet d'Arêches au sud-ouest et le refuge de Presset au nord-est.

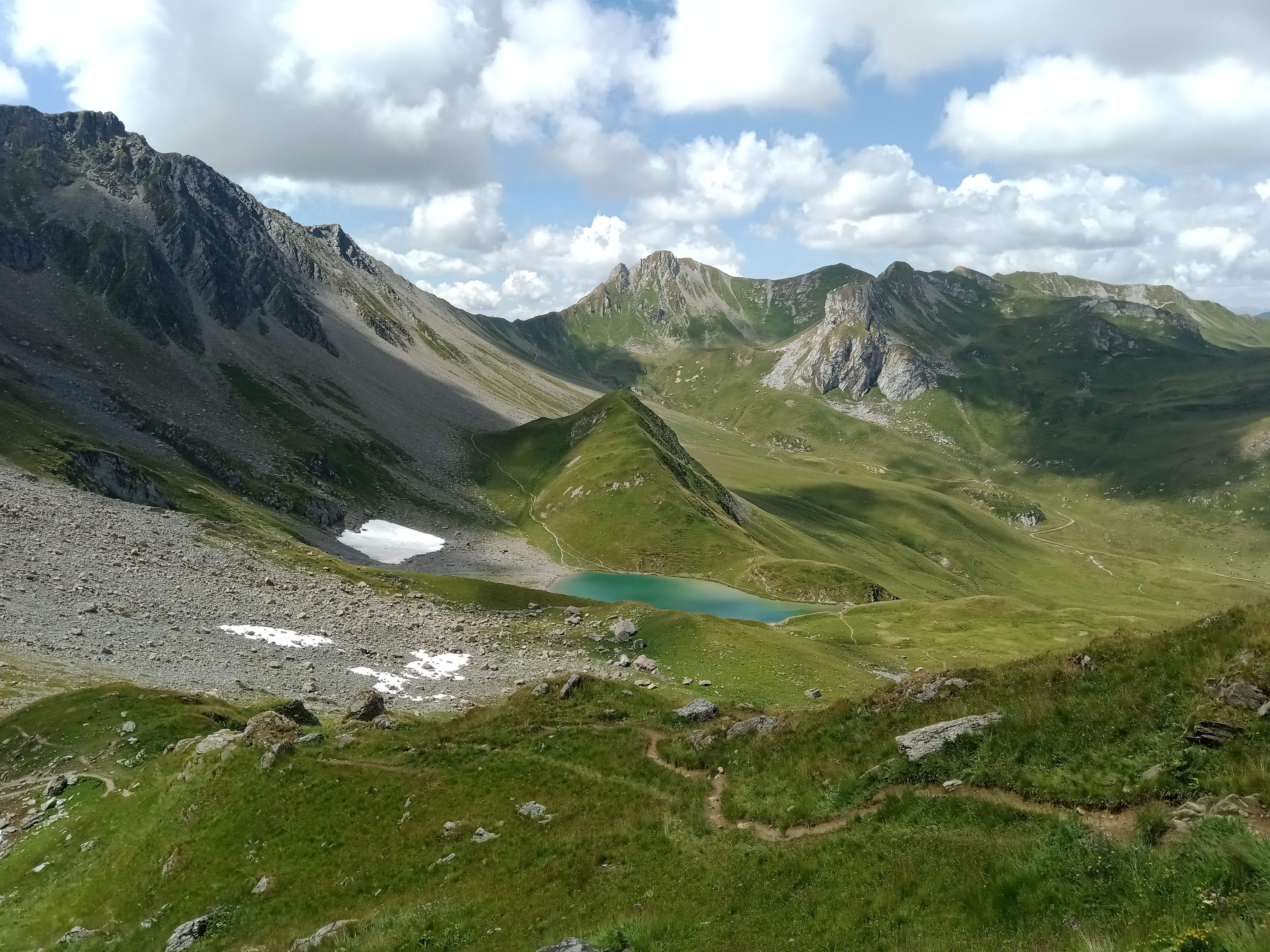
Le lac d'Amour, le mont Coin et le col du Coin vus depuis le pied de la Pierra Menta au nord-est.